# William Wolfe
William Cuthbertson Wolfe (22 février 1924-18 mars 2010) est un homme politique écossais du Parti national écossais (SNP). Il est le leader du SNP de 1969 à 1979, jouant un rôle central dans la transformation du SNP en un mouvement politique moderne et progressiste, et dans le développement de la philosophie politique sociale-démocrate du SNP ,,.

## Jeunesse
Wolfe est né à Bathgate, West Lothian, fils de Thomas Wolfe, propriétaire de George Wolfe & Sons Ltd. et de Bathgate Forge Co. Ltd, qui fabrique des pelles . Il fait ses études à la Bathgate Academy et au George Watson's College d'Édimbourg, et sert pendant la Seconde Guerre mondiale, avec le Scottish Horse (Royal Artillery) de 1942 à 1947 en France, aux Pays-Bas, en Allemagne, en Indonésie et en Malaisie . Après sa démobilisation, il obtient son diplôme d'expert-comptable en 1952, et est secrétaire général des entreprises familiales de 1952 à 1964.
Il fonde plus tard sa propre entreprise, Chieftain Forge Ltd (1964-1986), fournissant et fabriquant du matériel forestier et des pelles. Billy Wolfe est un homme aux intérêts variés : membre de longue date de la Saltire Society, de la Scout Association et de la Scottish Campaign for Nuclear Disarmament, juge de paix et fonctionnaire à la Scottish Poetry Library, en plus d'être poète Écossais à part entière. Au début, il s'intéresse davantage aux questions culturelles, mais son mécontentement envers le gouvernement écossais grandit et il devient convaincu de la nécessité de l'indépendance écossaise .

## Carrière politique
Wolfe rejoint le SNP en 1959 . Il se présente comme candidat du SNP à l'élection partielle de West Lothian en 1962 contre Tam Dalyell, obtenant un impact étonnant en se classant deuxième dans une région où le SNP avait auparavant peu d'impact . Le résultat le propulse dans le bureau du parti en tant que vice-président pour la politique et la communication en 1964, puis en tant que premier vice-président (chef adjoint) en 1966. Wolfe créé la Société d'enquête sociale et économique d'Écosse, un forum engagé à faire avancer la cause de l'indépendance par le biais de la recherche statistique. Son idée de fusionner la croix de Saint-André avec un chardon conduit à la création d'un nouveau logo SNP distinctif, qui est toujours utilisé aujourd'hui ,. Il joue un rôle central dans le développement de la politique du parti, en écrivant une déclaration politique emblématique, SNP and You, qui change radicalement les perspectives du SNP, en adaptant la politique existante de décentralisation pour tenir compte des tensions sociales de la désindustrialisation en cours . Wolfe se présente comme candidat parlementaire du SNP pour West Lothian aux élections de 1964, 1966, 1970, aux deux élections de 1974 et aux élections générales de 1979 .
En juin 1969, lors de la conférence nationale annuelle du SNP à Oban, Wolfe est élu président (chef) du SNP, battant le chef sortant, Arthur Donaldson, par 544 voix contre 238 ,. Après avoir balancé son soutien à la campagne « C'est le pétrole de l'Écosse » qui changé la position du parti, il associe le SNP aux campagnes syndicales contre les fermetures de chantiers navals et autres fermetures industrielles et affirme sa place dans la politique écossaise. Wolfe joue un rôle déterminant dans l'identification publique des références sociales-démocrates et de centre-gauche du SNP ,.
C'est pendant la période de Wolfe en tant que chef que le parti remporte un succès électoral considérable lors des élections au parlement de Westminster, remportant 30% des voix en Écosse et 11 des 71 sièges écossais aux élections générales d'octobre 1974, bien que Wolfe n'ait pas réussi à remporter un siège à West Lothian lors des deux élections générales de cette année-là, malgré l'augmentation de la part des voix . Son exclusion du nouveau groupe puissant des députés du SNP le gêne dans sa direction du parti. Cependant, après une période difficile qui voit l'adoption du Scotland Act 1978, un certain nombre de divisions internes au SNP et l'échec du parti à remporter une série d' élections partielles, Wolfe annonce en 1978 son intention de se retirer en tant que leader après près de dix années tumultueuses au pouvoir ,. La perte d'influence qui en résulte conduit à sa mise à l'écart lorsque le SNP entre dans la campagne des élections générales de 1979 et à une performance désastreuse dans laquelle le SNP ne réussit à conserver que 2 de ses 11 députés. Wolfe est remplacé par Gordon Wilson à la conférence nationale annuelle du SNP en septembre 1979 ,.
En 1979, Wolfe encourage une bande de gauchistes du SNP, connue sous le nom de Groupe 79, agaçant ceux de l'aile fondamentaliste ,[. Bien qu'il ait été élu président du SNP en 1980, succédant à Robert McIntyre, le mandat de Wolfe prend fin en juin 1982, à la suite d'une intervention inhabituelle de sa part avant la visite proposée du pape Jean-Paul II en Écosse, provoquant une grave controverse ,.
Dans une lettre de janvier 1982 au magazine de l'Église d'Écosse, Life and Work, Wolfe attaque la nomination d'un Nonce apostolique au Royaume-Uni. Dans une lettre ultérieure à The Scotsman en avril 1982, après le déclenchement de la Guerre des Malouines, il déclare que ce serait une négation de la démocratie pour « la dictature fasciste cruelle et impitoyable d'un État catholique romain », c'est-à-dire l'Argentine, pour prendre le contrôle des "Falklanders majoritairement protestants et d'esprit démocratique, pour la plupart descendants d'Ecossais" . Dans les deux cas, le Comité exécutif national du SNP désavoue les déclarations de Wolfe, ce qui amène Wolfe à retirer sa candidature à l'élection de cette année-là au poste de président du parti. Wolfe s'est ensuite excusé pour ses propos. Sa seconde épouse, Kate McAteer, est catholique romaine pratiquante.

## Vie privée
William Wolfe épouse Arna Dinwiddie en 1953 et ils ont quatre enfants. Il est décédé à l'hôpital Udston de Hamilton en mars 2010, à l'âge de 86 ans ,.